# 新女人
新女人是泰國饒舌歌手與歌手Lisa於2024年8月16日由LLOUD以及RCA唱片發行的單曲，與歌手蘿莎莉雅一同合唱，作為Lisa即將推出的個人專輯中的第二首單曲，同時這也是她在6月28日推出超級巨星後推出的第二首單曲。

## 背景與發佈
2023年12月，Lisa拒絕與旗下YG娛樂續約個人活動合約。她於2024年2月成立了自己的個人公司「Lloud」。她於6月28日發行了單曲《Rockstar》，這是她離開YG經紀公司後在Lloud和RCA唱片公司旗下的首張單曲。
Lisa和蘿莎莉雅的合作被描述為長期存在，兩位藝術家此前曾表達過對彼此的欽佩。在2022年3月接受墨西哥迪士尼電台採訪時，蘿莎莉雅將自己描述為粉絲：「我愛Lisa。我是她的粉絲。對我來說，我愛她。她跳得很好，而且很有才華。同樣，2022 年5月，Lisa向《滾石》雜誌稱讚她，稱「蘿莎莉雅太酷了。她有自己的西班牙文化，這種文化在她的內心深處。這影響了她的音樂。」

## 宣傳與推廣
2024年8月2日，Lisa開始在社群媒體上分享一首新歌的片段，預告「Rockstar」的後續版本。她的經紀公司Lloud發布的一段影片顯示，影片中Lisa留著粉紅色的頭髮，炫耀脖子上的星形吊墜。她唱著歌詞，「Bangin'it，bangin'it，wangin'it，bangin'it，wangin'it，bangin'it，wangin're echo through the Halls/Pullin'up，freshface，brand new día」。三天後，Lloud發布了第二個預告片，使用相同的音訊和不同的疊加視覺效果。它在粉紅色的天空上顯示了一顆帶有標題的銀色星星，上面滾動著「即將推出」字樣，後面是一朵旋轉的銀色玫瑰，最後是文字「LALISA ______」。空白和玫瑰讓歌迷猜測這首歌將是與西班牙歌手蘿莎莉雅的合作。兩位藝術家於8 月6日正式宣布了這首單曲，並透露了其標題「New Woman」，以及發行日期為8月16日早上8點。該公告還附有單曲的音源封面，其中描繪了Lisa和蘿莎莉雅戴著太陽眼鏡盯著鏡頭，前者穿著皮革緊身胸衣和夾克，後者穿著毛茸茸的粉紅色外套。

## 音樂錄影帶
在單曲發行的同時，〈New Woman〉的音樂錄影帶也上傳到了Lloud的YouTube頻道。該影片由Dave Meyersl執導，並在洛杉磯拍攝。

## 榮譽
| 年份 | 頒獎典禮        | 獎項       | 結果 | Ref.  |
| ---- | --------------- | ---------- | ---- | ----- |
| 2024 | MTV歐洲音樂大獎 | 最佳合作獎 | 獲獎 | [ 7 ] |

## 製作團隊
來源自Tidal
- Lisa – 表演者、作曲家、作詞家
- 蘿莎莉雅 – 表演者、作曲家、作詞家
- 馬克斯·馬丁 – 歌曲創作、製作、編程、貝斯、鼓、鍵盤
- Ilya Salmanzadehl（英语：Ilya Salmanzadehl） – 歌曲創作、製作、編程、貝斯、鼓、鍵盤、和聲
- 托芙蘿 – 歌曲創作、背景人聲
- Tove Burman – 歌曲創作、背景人聲
- Doris Sandberg – 背景人聲
- Sam Holland – 音訊工程師
- Anthony Vilchis – 音訊工程協助
- Bryce Bordone – 音訊工程協助
- Trey Station – 音訊工程協助
- Zach Perayra – 音訊工程協助
- David Rodriguez – 聲音工程
- Jelli Dorman – 聲音工程
- Kuk Harrell（英语：Kuk Harrell） –  配唱製作人
- Serban Ghenea（英语：Serban Ghenea） – 混音師
- Manny Marroquin（英语：Manny Marroquin） – 混音師
- Ryan Smith – 母帶製作

## 發佈歷史
| 發行地區 | 發行日期      | 發行形式      | 廠牌          | 來源  |
| -------- | ------------- | ------------- | ------------- | ----- |
| 全球     | 2024年8月16日 | 數位下載 串流 | LLOUD RCA唱片 | [ 9 ] |